# Championnat du pays de Galles de football 2023-2024
 (octobre 2023).
Si vous disposez d'ouvrages ou d'articles de référence ou si vous connaissez des sites web de qualité traitant du thème abordé ici, merci de compléter l'article en donnant les références utiles à sa vérifiabilité et en les liant à la section « Notes et références ».
Navigation
Cymru Premier 2022-2023 Cymru Premier 2024-2025
La saison 2023-2024 de Cymru Premier est la trente-et-unième édition du championnat du pays de Galles de football. Le plus haut niveau du football gallois, oppose cette saison douze clubs en une série de trente-huit rencontres jouées à partir du 11 août 2023. Le championnat se déroule en deux phases. Les clubs s'affrontent d'abord en matches aller-retour sur vingt-deux journées dans une poule unique, puis en matches aller-retour sur dix journées en deux poules de six.
Lors de cette saison, le champion The New Saints défend son titre face à onze autres équipes.
Trois places qualificatives pour les compétitions européennes sont attribuées par le biais du championnat : une place en Ligue des champions, et deux en Ligue Conférence pour le vice-champion et le 3e. Une autre place en Ligue Conférence va pour le vainqueur de la coupe du pays de Galles.  Si celui-ci est parmi les trois premiers du championnat, l'accessit pour la Ligue Conférence est donné au 4e. Les deux derniers du championnat sont relégués en deuxième division et sont remplacés par les deux promus de cette même division pour l'édition suivante.
The New Saints remporte son 16e titre à six journées de la fin.

## Clubs participants
| \| Aberystwyth Bala Town Caernarfon Town Connah's Quay Newtown TNS Cardiff MU Pen-y-Bont Haverfordwest County Pontypridd United Barry Town United Colwyn Bay \| Localisation des clubs |
| Aberystwyth Bala Town Caernarfon Town Connah's Quay Newtown TNS Cardiff MU Pen-y-Bont Haverfordwest County Pontypridd United Barry Town United Colwyn Bay                              |

| Club                                           | Présent depuis | Classement 2022-2023 | Stade                      | Capacité | Ville         |
| ---------------------------------------------- | -------------- | -------------------- | -------------------------- | -------- | ------------- |
| The New Saints Football Club                   | 1993           | 1er                  | Park Hall                  | 2 034    | Oswestry      |
| Connah's Quay Nomads Football Club             | 2012           | 2e                   | Deeside Stadium (en)       | 1 500    | Connah's Quay |
| Pen-y-Bont Football Club                       | 2019           | 3e                   | SDM Glass Stadium          | 1 200    | Bridgend      |
| Cardiff Metropolitan University Football Club  | 2016           | 4e                   | Cyncoed Campus             | 1 620    | Cardiff       |
| Bala Town Football Club                        | 2009           | 5e                   | Maes Tegid (en)            | 3 000    | Bala          |
| Newtown Association Football Club              | 1992           | 6e                   | Latham Park (en)           | 5 000    | Newtown       |
| Haverfordwest County Association Football Club | 2020           | 7e                   | Bridge Meadow Stadium (en) | 2 100    | Haverfordwest |
| Pontypridd United AFC                          | 2022           | 8e                   | USW Sports Park            | 1 000    | Pontypridd    |
| Caernarfon Town                                | 2018           | 9e                   | The Oval (en)              | 3 000    | Caernarfon    |
| Aberystwyth Town                               | 1992           | 10e                  | Park Avenue (en)           | 5 000    | Aberystwyth   |
| Colwyn Bay Football Club                       | 2023           | 1er (Cymru North)    | Llanelian Road             | 1 850    | Old Colwyn    |
| Barry Town United Football Club                | 2023           | 1er (Cymru South)    | Jenner Park Stadium        | 3 500    | Barry         |

Légende des couleurs
- Tenant du titre et qualifié pour le 1er tour de qualification de la Ligue des Champions 2023-2024
- Qualifié pour le 1er tour de qualification de la Ligue Conférence 2023-2024
- Promu

## Compétition

### Critères de départage
Le classement est calculé avec le barème de points suivant : une victoire vaut trois points, le match nul un. La défaite ne rapporte aucun point.
1. Nombre de points ;
2. Différence de buts générale ;
3. Buts marqués ;
4. Nombre de matchs gagnés ;

### Déroulement
Le championnat comprend deux phases. Durant la première, qui dure de la 1re à la 22e journée, les douze clubs s'affrontent à deux reprises. Au terme de la 22e journée, deux poules sont créées : la première réunit les clubs classés aux six premières places et la seconde, ceux classés aux six dernières. Au sein de ces poules, les clubs s'affrontent à nouveau à deux reprises, pour un total de trente-deux matches disputés durant la saison. Les clubs qui terminent aux deux dernières places de la deuxième poule sont relégués au terme de la saison.

### Classement général
| Rang | Équipe                 | Pts  | J  | G  | N  | P  | Bp  | Bc | Diff |
| ---- | ---------------------- | ---- | -- | -- | -- | -- | --- | -- | ---- |
| 1    | The New Saints T L     | 92   | 32 | 30 | 2  | 0  | 117 | 18 | +99  |
| 2    | Connah's Quay Nomads C | 59   | 32 | 18 | 5  | 9  | 70  | 43 | +27  |
| 3    | Bala Town L            | 51   | 32 | 13 | 12 | 7  | 38  | 31 | +7   |
| 4    | Newtown AFC            | 41   | 32 | 13 | 5  | 14 | 49  | 46 | +3   |
| 5    | Caernarfon Town        | 41   | 32 | 11 | 8  | 13 | 52  | 70 | -18  |
| 6    | Cardiff Met            | 36-3 | 32 | 10 | 9  | 13 | 35  | 63 | -28  |
|      |                        |      |    |    |    |    |     |    |      |
| 7    | Pen-y-Bont FC          | 43-6 | 32 | 14 | 7  | 11 | 46  | 37 | +9   |
| 8    | Haverfordwest County   | 43   | 32 | 11 | 10 | 11 | 39  | 40 | -1   |
| 9    | Barry Town United P    | 32   | 32 | 7  | 11 | 14 | 36  | 54 | -18  |
| 10   | Aberystwyth Town       | 27   | 32 | 7  | 6  | 19 | 27  | 57 | -30  |
| 11   | Colwyn Bay P           | 25   | 32 | 7  | 4  | 21 | 34  | 66 | -32  |
| 12   | Pontypridd United AFC  | 22-9 | 32 | 8  | 7  | 17 | 23  | 41 | -18  |

Qualifications européennes
Ligue des champions 2024-2025
- 1er : premier tour de qualification

Ligue Conférence 2024-2025
- C et 3e : premier tour de qualification

- 4e à 7e : barrages de qualification

Relégation en deuxième division
- 11e et 12e : relégation

Abréviations

### Barrages de qualification pour la Ligue Conférence
Les équipes classées entre la 4e et la 7e disputent les barrages pour déterminer la dernière équipe galloise qualifiée en Ligue Conférence 2024-2025.

#### Demi-finales
| 10 mai 2024   | Caernarfon Town                               | 2 - 0   | Cardiff Met | The Oval, Caernarfon   |                        |
| 19 h 45 UTC+1 | Marc Richard Williams 87e · Adam Davies 90+1e | (0 - 0) |             | Arbitrage : Mark Petch | Arbitrage : Mark Petch |
| 19 h 45 UTC+1 | Rapport                                       |         |             | Arbitrage : Mark Petch | Arbitrage : Mark Petch |

| 11 mai 2024   | Newtown AFC | 0 - 5   | Pen-y-Bont FC                                                               | Latham Park, Newtown           |                                |
| 12 h 20 UTC+1 |             | (0 - 3) | 6e (64) Gabriel Nathan Kircough · 18e (33) Chris Venables · 74e Mark Little | Arbitrage : Bryn Markham-Jones | Arbitrage : Bryn Markham-Jones |
| 12 h 20 UTC+1 | Rapport     |         |                                                                             | Arbitrage : Bryn Markham-Jones | Arbitrage : Bryn Markham-Jones |

#### Finale
| 18 mai 2024   | Caernarfon Town                                                         | 3 - 1   | Pen-y-Bont FC               | The Oval, Caernarfon    |                         |
| 14 h 45 UTC+1 | Louis Charles Lloyd 20e · Zack James Clarke 26e · Sion Alun Bradley 37e | (3 - 0) | 90+1e Ryan Michael Reynolds | Arbitrage : Alex McInch | Arbitrage : Alex McInch |
| 14 h 45 UTC+1 | Rapport                                                                 |         |                             | Arbitrage : Alex McInch | Arbitrage : Alex McInch |

## Bilan de la saison
| Championnat du pays de Galles de football 2023-2024                        |                            |
| Champion                                                                   | The New Saints (16e titre) |
| Dauphin                                                                    | Connah's Quay Nomads       |
| Coupes et trophées                                                         |                            |
| Vainqueur de la Coupe du pays de Galles 2023-2024                          | Connah's Quay Nomads       |
| Vainqueur de la Coupe de la Ligue du pays de Galles 2023-2024              | The New Saints             |
| Qualifications continentales                                               |                            |
| Ligue des champions de l'UEFA 2024-2025                                    | The New Saints             |
| Ligue Conférence 2024-2025                                                 | Connah's Quay Nomads       |
| Ligue Conférence 2024-2025                                                 | Bala Town                  |
| Ligue Conférence 2024-2025                                                 | Caernarfon Town            |
| Promotions et relégations                                                  |                            |
| Promus en Championnat du pays de Galles de football                        | Flint Town United          |
| Promus en Championnat du pays de Galles de football                        | Briton Ferry Llansawel AFC |
| Relégués en Championnat du pays de Galles de football de deuxième division | Colwyn Bay                 |
| Relégués en Championnat du pays de Galles de football de deuxième division | Pontypridd United AFC      |